# Bundesstraße 504
Die Bundesstraße 504 (Abkürzung: B 504) ist eine deutsche Bundesstraße in Nordrhein-Westfalen. Die Bundesstraße 504 wurde Anfang der 1970er Jahre eingerichtet. 

## Verlauf
Die Bundesstraße 504 verbindet Kranenburg mit Goch. Beide Endpunkte liegen auf der B 9. Die B 504 ist eine alternative Strecke zur B 9, ohne dabei die Stadt Kleve zu durchlaufen. Im nördlichen Abschnitt verlaufen beide Bundesstraßen auf gleicher Trasse. Von Kranenburg in südliche Richtung verlaufend durchfährt die B 504 bis kurz vor der Niederländischen Staatsgrenze ein großes, nicht besiedeltes Waldgebiet. Über die N291 ist die Verbindung der Niederlande mit Deutschland erreicht, wobei die Gemeinde Gennep angebunden wird. Die B 504 verläuft fortan in südöstliche Richtung und bindet kleinere Dörfer an, ehe kurz vor Goch die B 9 erreicht wird und die B 504 endet. Über die Asperdener Straße ist die Stadt erreichbar.